# История на парите
Историята на парите се занимава с възникването и начините на осъществяване на трансакции с помощта на пари. Парите са всеки идентифицируем обект с икономическа стойност, който е общоприет за заплащане на стоки и услуги или погасяване на дълг в рамките на един пазар или които са законно платежно средство в дадена страна.
Много предмети са били използвани за пазарна размяна, например добитък, чували жито или зърна какао – самите те полезни сами по себе си, но понякога полезни стоки са били придобивани и в замяна на привлекателни обекти като раковини или мъниста. В тази втора категория попадат и благородните метали, от които са били изработвани първите монети.
Нумизматиката е науката, изучаваща монетите и платежните средства като цяло, включително тяхната история.

## Разменна търговия
В историята на стойността преди въвеждането на монетите като обменно средство за такова служили ценни стоки или предмети в зависимост от ценностната система на съответната цивилизация. Разменната търговия, известна още като бартер, е най-простата форма на търговия, при която стоките или услугите се разменят за известно количество други стоки или услуги, като всеки се води от личните си нужди. Бартерът става популярен сред обществата, в които не съществуват парични системи, или в които парите са в много нестабилно положение, или просто липсват такива. Неудобството при този вид търговия е, че тя зависи от взаимното съвпадение на нуждите. Преди размяната да бъде осъществена, нуждите на един човек трябва да са отражение на тези на друг. Ако някой има излишък от овце, но се нуждае от брашно, то той трябва да намери някого с излишък от брашно и необходимост от повече овце. За да се преодолее проблемът със съвпадението се създали посредничества, където се складирали и търгували различни стоки.

## Протопари
Като удобно разменно средство постепенно се налагат различни метали, което прави стоковата размяна по-лесна и удобна (практична). Разменните метали са злато, сребро, калай и желязо, универсално ценни за/от всички народи, градове и други форми на организация на обществото. По този начин ценните метали и други предмети освен в обменно средство се превръщат и в мярка за стойност.
Народите на Месопотамия използват още в края на 3000 г. пр.н.е. слитъци от благородни метали за разменно средство. В клинописни глинени плочки от 2500 г. пр.н.е. се споменава използването на сребро като платежно средство. Тези стандартизирани слитъци с точно определена стойност се наричат мини, шекели или таланти.. Тази система на разплащане се оказва удобна за търговците, боравещи с големи количества стоки – пренасяни с кораби или кервани или съхранявани в складове, но за обикновените хора не е практична, тъй като златото е прекалено скъпо.
След като веднъж вече е възможно да се произвеждат стандартизирани слитъци от благородни метали, въпрос на време е те да се смалят до размер, който позволява повече гъвкавост и ежедневна употреба. Преходът от използване на безформени късове метал към отсичане на първите монети е първата парична революция в човешката история.

## Първите монети
Първите пари във формата на монети са свързани с Лидия, Мала Азия, където в средата на 6 век пр.н.е. е въведена първата биметална монета от електрум или електрон (самородна сплав между злато и сребро), с разнообразни размери и без означения за стойност. Херодот пише, че 
| „ | Лидийците първи по наше знание секли и въвели в употреба парите от злато и сребро, и също първи захванали търговия на дребно. | “ |

Изказани са хипотези, че като разменно средство монетите са се появили първо в Древен Китай, а в Лидия са изработвани вече от ценен метал като гаранция за тяхната стойност. Монетарната система е възприета от персийската династия Ахемениди посредством Мидия, съседна Фригия и на други места в Мала Азия. С парите и златото са свързани и легендите за баснословно богатство на царете Мидас и Крез.
Древните гърци също възприемат новата идея и започват да произвеждат сребърни и бронзови монети – драхми, като две драхми са равни на един статер. Най-напред пари започва да сече цар Фидон в Егина през 7 век пр.н.е. Тези ранни монети съдържат определено количество метал с конкретна стойност. Като гаранция за точното съдържание на метала, монетите се щамповат с емблема – за Егина това е костенурка, за Атина – бухал или маслинова клонка, за Коринт – пегас и т.н. Срещат се глави на божества и надписи, идентифициращи владетеля или държавата, която ги е емитирала. Главите на владетелите се появяват през елинския период и в Древен Рим
Монетите са удобни, защото бързо могат да бъдат преброени и така отпада необходимостта слитъците от метал да се претеглят, както търговците правели по-рано. Първите монети вливат сигурност в търговския обмен като ефективно, ефикасно и икономично „средство за размяна“. Появата им съвпада и с появата на полисите, където социалното положение се определя не само от рождението, но и от степента на богатството. Развива се междуградската и международната търговия. Така парите подпомагат развитието на цивилизацията. Неслучайно по това време се появява първата световна империя на Ахеменидите, а два века по-късно древногръцката култура завладява Ориента благодарение на Александър Македонски.
Думата „монета“ има латински произход и идва от прозвището на една от най-важните богини в римския пантеон – Юнона Монета (на латински: Giunone Moneta). Край нейния храм на Капитолийския хълм отваря врати първият монетен двор.

## Парични бройни системи
Бройните системи при парите са тясно свързани с единиците за маса. Например в Египет се е ползвала десетична, във Вавилон – шейсетична. След тях най-голямо следващо влияние е оказала древногръцката монетна система, която съчетава десетична, шейсетична и четвъртична бройна система:
- 1 талант = 60 мини,
- 1 мина = 50 статера или 100 драхми,
- 1 статер = 2 драхми = 12 обола,
- 1 драхма = 6 обола.

В паричната система на Древен Рим дълго време съществуват съвместно дванадесетична и десетична система:
- 1 ас (първоначално равен на либра) = 12 унции,
- 1 денарий = 10 аса.

Тази система се формира около 280 г. пр.н.е. (предполагаема година на началото на сечене на аса и неговите производни), и просъществува до 217 г. пр.н.е., когато денарият е приравнен към 16 аса. Но съотношението 1 денарий = 10 аса се запазва още два века до реформите на Октавиан Август за изчисляване на заплатите на римските легионери. В хода на паричната реформа на Август в Римската империя се утвърждават следните съотношения, които представляват смесица от четвъртична и десетична бройна система: 1 ауреус = 25 денария = 100 сестерции = 200 дупондия = 400 аса. След паричните реформи на Нерон, Диоклетиан и Константин десетичната парична система престава да се използва в Древен Рим, а след това и във Византия. Започват да се формират недесетичните парични системи на средновековните германски държави.
До към XVII век съществували най-различни парични единици, които трудно се приравнявали една към друга, а още по-трудно към други валути. Например системата фунт-шилинг-динар води произхода си от времената на Карл Велики, когато през 781 г. е приет „Каролингски монетен устав“. Според него теглото на фунта е 408 грама (не са запазени документи с точното тегло на каролингския фунт, но той е реконструиран въз основа на претегляне на динари от онзи период, като резултатът е 408 g). Той се приравнява на 20 солида (шилинги) или 240 сребърни динара (1 солид = 12 динара). В нумизматическата литература тази норма е получила названието „фунт на Карл Велики“ (pondus Caroli) или „Каролингски фунт“. Поради факта, че единствената сечена монета бил динарът, шилингът и фунтът дълго време останали единици за пресмятане само на хартия. По този начин в Западна Европа се наложила сребърната валута, останала без конкуренция през следващите 500 години.
Каролингският фунт не се е запазил и към началото на XX век фунтът има над 20 различни тегловни норми, но като парична система просъществува в редица страни до края на XX век. Така например английската, а по-късно британската парична система се е запазила в почти неизменен вид чак до 1971 г: фунтът стърлинг се дели на 20 шилинга или на 240 пенса. Понякога тази система се нарича съкратено l.s.d., £.s.d. или £sd – по първите букви в названията на съответните древноримски парични и тегловни единици: libra (либра), solidus (солид), denarius (динар), които в империята на Карл Велики и съседните държави стават фунт (лира в Италия, ливра във Франция), шилинг (солдо в Италия, сол във Франция, суелдо в Испания) и динар (пфениг в Германия, пени в Англия, дение във Франция).
Опростяването настъпва чрез постепенното въвеждане на десетичната монетна система – процес, водещ началото си от Русия, който достига пълното си развитие в новите валути на Съединените щати, а малко по-късно и на революционна Франция.

## Парите през Средновековието
До началото на 14 век тамплиерите са единствената финансова институция в Европа, защото притежават голямо движимо и недвижимо имущество и злато и са в състояние да отпускат заеми на кралете. След техния разгром на тяхно място навлизат първите банки, основани от предприемчиви италиански фамилии.

### Първите банки
През първата половина на XIII век в Северна Италия се появява нова система от частни семейни банки, основани от фамилии от северно италианските градове-държави Пиза, Флоренция, Венеция, Верона и Генуа. Те създават нов тип финансова институция, встрани от непосредствения контрол на църквата и държавата, но достатъчно тясно свързана и с двете, и работят с еднаква лекота както с православни християни и католици, така и с мюсюлмани, татари, евреи и езичници. Мрежата от банки постепенно обхваща цяла Европа; освен това банкерите финансират търговските мисии из целия известен тогава свят – от Китай до Судан и от Индия до Скандинавия. Те на драго сърце отпускат кредити; постепенно в ръцете им се съсредоточават огромни количества пари и те отпускат заеми при лихви, които са относително стабилни. Без да се самоограничават с моралните и религиозните принципи на тамплиерите, в своята дейност новите банкери си поставят една-единствена цел – печалбата.
С разпространението на италианската банкова система из цяла Европа парите на Флоренция и Венеция стават двете основни валути на континента. По онова време, когато всеки град с претенции за важност има свой монетен двор, сечащ монети с неговото име, флорентинският флорин и венецианският дукат са двете парични единици, които внасят стабилност на средновековните пазари. Флоринът е пуснат в обращение през 1252 г. Монетата се сече от злато и сребро, като златната има десетократно по-висока номинална стойност от сребърната. Златният венециански дукат също придобива голямо разпространение в Европа благодарение на стандартните си характеристики, компактността си и лесното отсичане. Популярността на монетата бързо надхвърля европейския континент и достига Близкия изток, Индия и Африка. Дукатът се сече в много вариации на форма и дизайн. Над 300 политически обособени единици са емитирали дукати. Дукатът остава в обращение шест века чак до падането на Венецианската република през 1797 г.
До края на XVI век европейците използват основно монети, като успоредно с тях започват да си пробиват път и първите ценни книжа (менителници), които значително улесняват финансовите сделки.

### Книжни пари
Книжни пари се срещат за първи път в Китай, а появата им се обяснява с необходимостта от по-гъвкаво платежно средство от тромавите медни монети. Въвеждането им става постепенно и трае от времето на късната династия Тан (618 – 907) до династия Сун (960 – 1279). При търговия на едро търговците започват да издават записи на хартия, валидни в малък регионален обсег и за определен срок. През X век правителството на династия Сун употребява такива записи в търговията със сол, върху която притежава монопол. Правителството дава право на няколко магазина да издават банкноти, а през XII век иззема това им право и започва самото то да произвежда държавни хартиени пари. Издадените банкноти са валидни само в малък район и за кратко време, едва в средата на XIII век започва стандартизирано печатане на книжни пари, приемани в национален мащаб. За това спомагат методите за печатане – вече разпространеният метод на печат с дървени блокчета и след това печатът с подвижен набор. Към времето на пътешествието на Марко Поло европейците не познават книжните пари. На китайските книжни пари пише „всички фалшификатори ще бъдат обезглавени“ и наказанието действително се привежда в изпълнение в случай на измама. Навлизането на книжните пари води и до първата инфлация през 1020 г.
Горе-долу по същото време (VII – XII век) в средновековния ислямски свят се развива оживена пазарна икономика въз основа на разширяващото се обращение на стабилна валута с висока стойност (динарът). Мюсюлманските икономисти и търговци въвеждат за първи път и понятията за кредит чекове, запис на заповед, депозитна сметка, разплащателна сметка, заем, валутен курс, прехвърлянето на кредит и дълг, както и финансова институция, която борави със заеми и депозити.
В Европа при транспортиране на големи суми пари в брой на дълги разстояния възникват големи рискове и неудобства и търговците постепенно започват да използват менителници, отначало в средновековна Италия и графство Фландрия. В началото те са поименни, но скоро се трансформират в писмено нареждане за изплащане на сумата на приносителя. Тези менителници могат да се считат за предтечи на съвременните банкноти. Наименованието идва от банковите документи („nota di banco“) и датира от 14 век; в началото то удостоверява правото на собственика им да получи срещу тях благороден метал (обикновено злато или сребро), предварително депозирано при банкера под формата на текуща сметка. През 14 век менителницата се използва вече из цяла Европа, а също така и в търговските представителства на италианските градове-държави извън Европа. Първите банкноти са въведени в редовна употреба през 1661 г. в Швеция, където имало изобилие от мед и затова тя имала ниска стойност, което водело до извънредно голям и непрактичен размер на монетите (няколко килограма).
Предимствата на книжните пари пред монетите са многобройни: намалява се рискът от транспортиране на злато и сребро, улеснява се отпускането на заеми и начисляването на лихва, тъй като обезпечаващите банкнотите благородни метали не напускат трезора на отпускащия заема, докато не бъдат изискани, става възможно да се продават дялове в дружества. Но има и недостатъци: тъй като банкнотата няма своя собствена стойност, нищо не може да спре отпечатването на прекалено голям брой без оглед на наличното обезпечение. При наличие на увеличен прилив на банкноти се получава инфлационен натиск, констатиран през 18 век от Дейвид Хюм. Тези хартиени пари често водели до инфлационни „балони“, които се спуквали, когато хората започвали да си искат обезпечението. Печатането на хартиени пари е характерно и за времената на война и финансирането на военни действия, включително за поддържането на постоянна армия. По тези причини към книжните пари има смесено отношение.

### Ценни книги, акции и облигации
Първите ценни книги били използвани от холандската източно-индийска компания, а насетне те били емитирани и използвани от европейските колониални правителства в Северна Америка. Този процес бил обусловен от търговските доставки между метрополиите и колониите, които отнемали много време. Колониите често имали недостиг на пари, докато икономиката им се разраствала, и вместо да се връщат към бартерната система, там започнало масово използване на писмени документи, гарантиращи плащането, които се разменяли точно като валута. Най-напред това станало практика в Канада, която била френска колония, и по-точно в Квебек. През 1685 г. на френските войници били издадени карти за игра, деноминирани и подписани от управителя на областта, който им давал правото да ги използват като пари вместо монетите от Франция. По-този начин се облекчила международната търговия, стимулирало се търсенето и предлагането, а оттук и производството. Появили се и първите финансови борси като международен валутен пазар, а с него и първите международни финансови спекулации. Световната търговия била обединена в единен пазар през 19 век, когато се създала Британската империя. В крайна сметка този благоприятен резултат се получил най-вече вследствие на спечеленото асенто, а конкуренцията между страните често водела първоначално до колониални, а сетне и до валутни войни, където съперниците се опитвали непочтено да засегнат стойността на валутата на противника като я покачвали, за да направят стоките на врага прекалено скъпи или сваляли, за да намалее покупателната способност на съперника (и съответно възможността да води война) или като напълно елиминирали чуждата валута, вадейки я от обращение като разплащателно средство.

## Парични стандарти
Паричният стандарт обхваща законите, практиката и обичаите, определящи парите в една икономическа система. Има два вида стандартни – стоков и книжен. Стоковият стандарт обезпечава парите с една стока (например скъпоценен метал като злато или сребро), докато при книжния стандарт няма такава стока.
Вследствие на Великите географски открития и особено на откриването на Америка световната търговия се разраства неимоверно. Доставките на злато и сребро от колониите позволява на монетните дворове да секат все повече и повече монети, но стойността им намалява и банките започват да използват все повече банкноти вместо монети. Първите банкноти са печатани от банките като частни институции и тези банкноти са били обезпечени, т.е. можели да бъдат занесени в банката по всяко време и разменени за номиналната им стойност срещу сребро или злато. По-късно големите нации основават национални монетни дворове, които печатат хартиени пари и секат монети, а държавните хазни събират данъците и съхраняват запасите от злато и сребро. По това време и златото, и среброто са считани за законно платежно средство и са приемани за плащане на данъци. Тяхното успоредно използване се нарича биметализъм. С нарастването на притока им (и особено с увеличаването на добива на сребро в края на 19 век) нестабилността в съотношението на техните стойности расте и този „двоен“ стандарт е отхвърлен през 20 век.
Към 1900 г. повечето от индустриалните нации вече използват под някаква форма само златен стандарт, като пускат в обращение книжни банкноти и сребърни монети. Частните банки и правителствата по света започват да натрупват златото и среброто в съкровищниците си, а да се разплащат с банкноти, като така се проявява Законът на Грешам. Това не става едновременно в цял свят, а спорадично, най-вече по време на война или финансова криза, като процесът започва в началото на 20 век и продължава до края му, когато са въведени т.нар. фиатни пари. Към 2014 нито една страна в света не се придържа към системите на златния или сребърния стандарт.